# Pól Skarðenni
Pól Skarðenni er en færøsk kunstmaler, født i Klaksvík 1962.
Han er bosiddende i Vatnsoyrar på Vágar og har endvidere boet i Danmark og Holland. 
Pól Skarðenni er en kunstner, der med sit rullende værksted kører ud i den færøske natur, hvor han inspireres af naturens storhed i de små detaljer, enkelthed og kompleksitet, disse modsætninger inspirerer ham til stadig udvikling. Han er også en eksperimenterende kunstner der lader sig inspirere af den færøske naturs farver. 

## Udstillinger
Siden 2003, udstiller Pól Skarðenni hvert år i oktober måned sine malerier på galleriet Smiðan i Tórshavn.
- 2008: Leikalund í Klaksvík
- 2006: Smiðan í Lítluvík, Gallarí Oyggin – Tvøroyri, William Cook Danmark A/S
- 2005: Sct. Kjelds Gårds Kunstforening, Smiðan í Lítluvík, Dyrup, Health Insurance, Hovedstadens Sygehusfællesskab, Gallarí Oyggin – Tvøroyri, Gea Pharm/HEXAL, Miele, Norðoyar Kunningarstova, Industriens uddannelsescenter
- 2004: Bascon, Dansk funktionærforbund, Smiðan í Lítluvík, Gallarí Oyggin – Tvøroyri, Sceintific – Atlanta (Danmark)
- 2011 Ga11leri Helco, Hadsund
- 2017: Galleri Inuit, Aalborg